# Asiamordella
Asiamordella is een geslacht van kevers uit de familie spartelkevers (Mordellidae).
Het geslacht is voor het eerst wetenschappelijk beschreven in 2002 door Hong.

## Soorten
Het geslacht omvat de volgende soort:
- Asiamordella furvis Hong, 2002